# Marcel Minnaert
Marcel Gilles Jozef Minnaert (Brugge, 12 februari 1893 - Utrecht, 26 oktober 1970) was een in België geboren bioloog, astrofysicus, didacticus, flamingant, esperantist, pacifist en marxist. Hij staat vooral bekend als pionier van het spectroscopisch onderzoek van de zon en als begaafde didacticus.

## Studiejaren in België

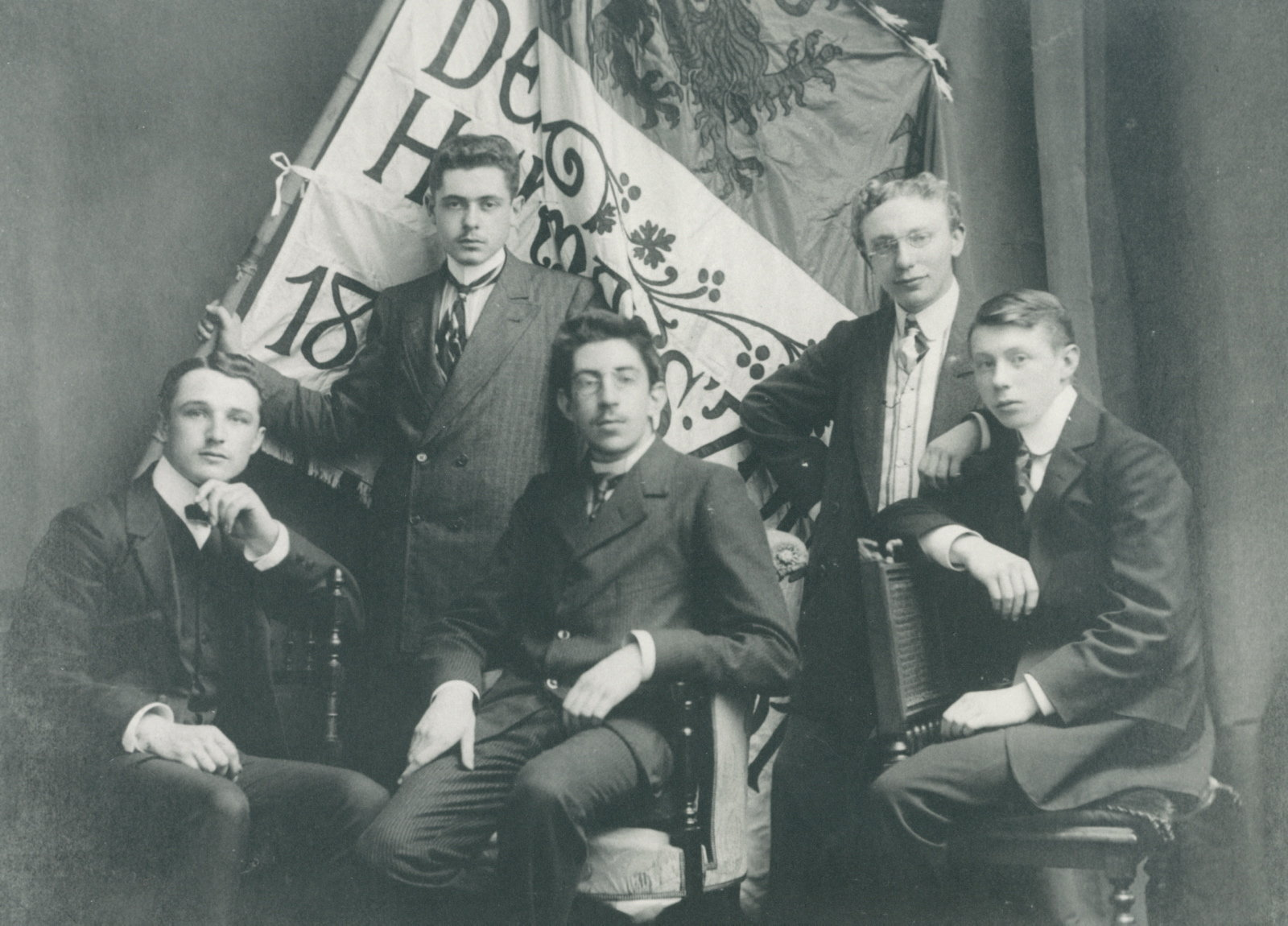
Minnaert (midden) als bestuurslid van de De Heremanszonen in 1910.

Minnaert werd geboren in een liberaal, vrijzinnig gezin. Zijn vader was leraar. Hij volgde lagere school in Brugge. Toen zijn vader stierf verhuisde hij met zijn moeder naar Gent. Hij volgde er middelbaar onderwijs aan het Gentse Atheneum en studeerde er af in 1910. Onder zijn leraars bevonden zich Hippoliet Meert en Jan Oscar De Gruyter, die zijn Vlaamsgezindheid aanwakkerden. Hij werd lid van De Heremanszonen en van 't Zal wel gaan.
Van 1910 tot 1914 studeerde Minnaert biologie, onder meer bij Julius Mac Leod. Hij promoveerde op 24 juli 1914 met de grootste onderscheiding ("summa cum laude") op het proefschrift Licht- en schaduwnaalden bij Pinus Laricio Poir, over kwantitatieve fotobiologie (het effect van licht op leven). 
Tijdens zijn universiteitsstudies radicaliseerde Minnaert en werd een anti-Belgisch flamingant. Hij organiseerde Groot-Nederlandse studentencongressen, samen met Pieter Geijl en dominee Jan Derk Domela Nieuwenhuis Nyegaard. In mei 1914 richtte Minnaert met enkele welgezinden het blad De bestuurlijke scheiding op, waarin voor het eerst in de geschiedenis van de Vlaamse Beweging gepleit werd voor de splitsing van België, In juli 1914 reisde hij met zijn moeder naar Noorwegen.

## Eerste Wereldoorlog
Bij  zijn terugkeer in Gent was Duitsland inmiddels op 4 augustus 1914 België binnengevallen en op 12 oktober werd Gent bezet. Op 24 oktober hernoemde de groep rond De bestuurlijke scheiding zich tot Jong-Vlaanderen. Minnaert weigerde de vervulling van de reguliere militaire dienstplicht, maar hielp in de Gentse normaalschool een hospitaal te organiseren. 
Hij besefte dat zijn natuurkundige kennis onvoldoende was en zijn moeder stuurde hem naar Leiden om daar in 1915-1916 natuurkunde te studeren. Hij nam deel aan de natuurkundecolloquia op woensdagavonden aan huis bij het echtpaar  Paul Ehrenfest en Tatiana Afanassjewa, beiden inspirerende vernieuwers van het natuur- en wiskundeonderwijs. Onder meer Albert Einstein en Werner Heisenberg spraken daar.
In 1916 kwam de Nederlandstalige Vlaamsche Hoogeschool tot stand, een Nederlandstalige versie van de Franstalige Universiteit van Gent en een initiatief van de bezetter, 'de Von Bissinguniversiteit' genoemd, naar de stichter en Duitse bevelhebber. Minnaert spande zich in om docenten te vinden voor deze universiteit, hetgeen hem niet in dank werd afgenomen door de hierboven geciteerde Leidse wetenschappers, die dit als heulen met de vijand zagen.
Toen de universiteit in 1916 werd geopend, werd Minnaert lector fysica en bleef dit tot het einde van de oorlog, toen duidelijk werd dat de Duitsers verloren.

## Weer in Nederland

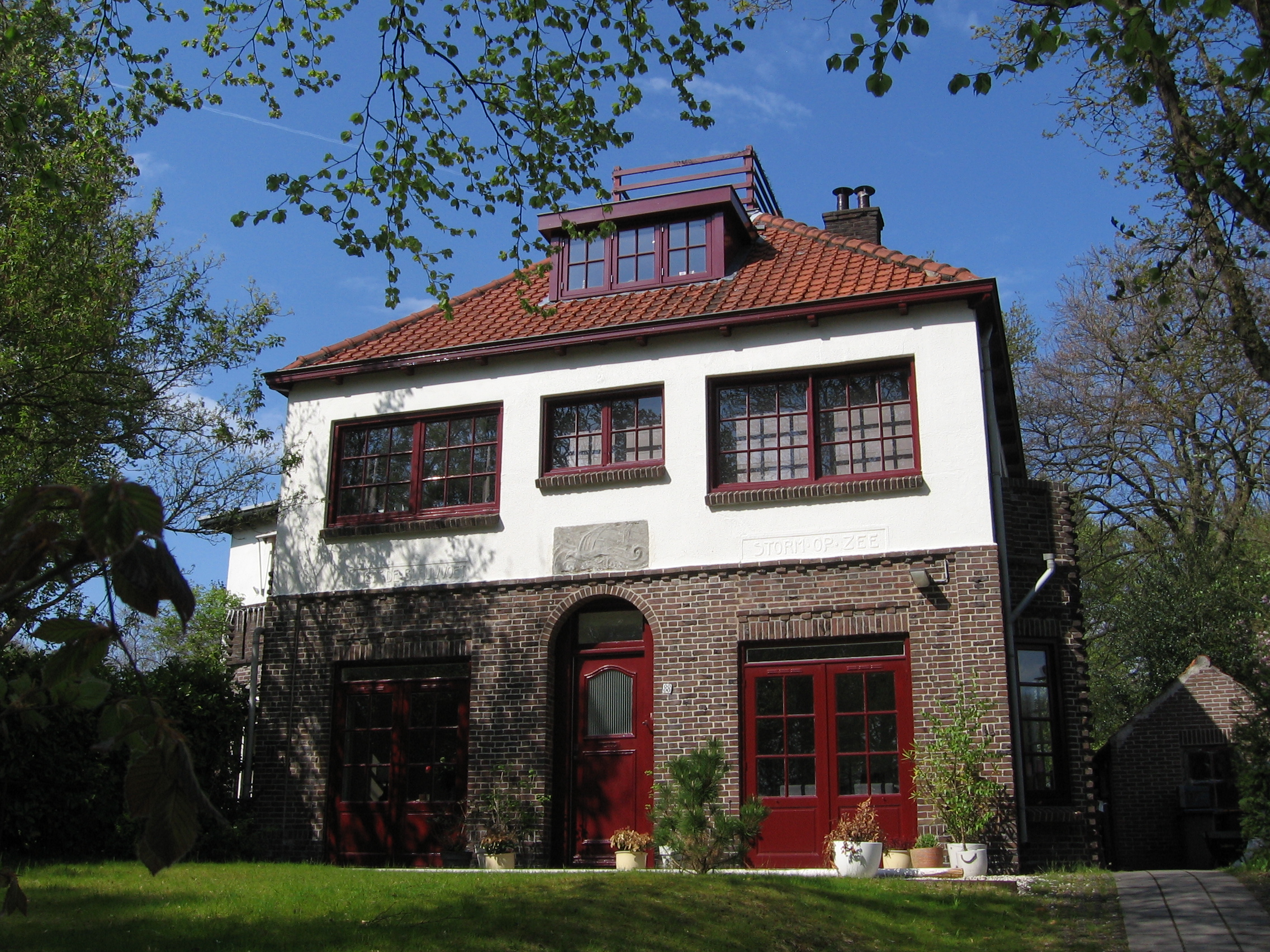
Huize De Blauwvoet van Marcel Minnaert in 2021, Parklaan 88, Bilthoven, waar hij met zijn moeder woonde van 1920 tot 1938. Het platform op het dak diende voor sterrenkundige waarnemingen.

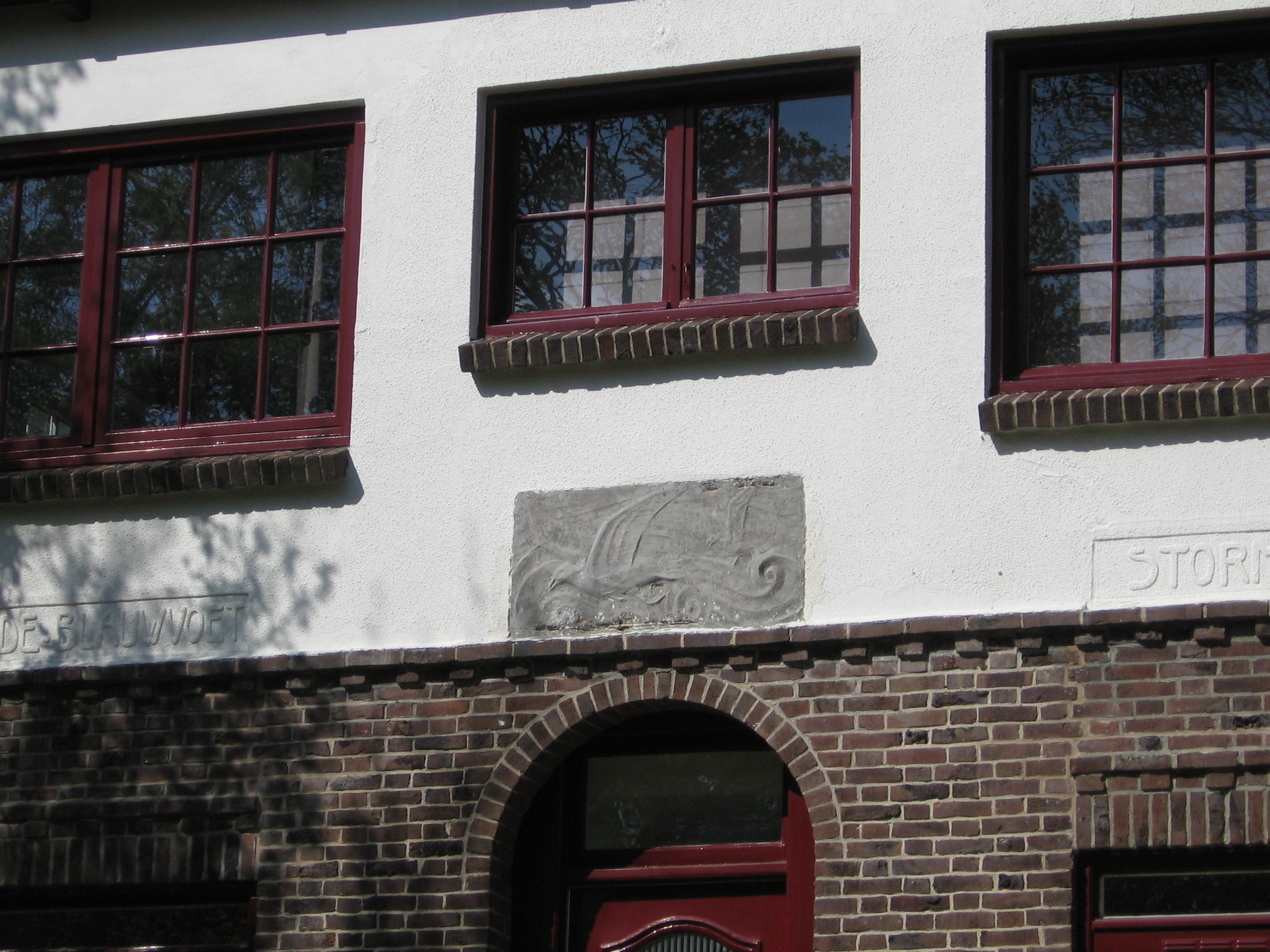
Op de gevel de teksten Vliegt de Blauwvoet links en rechts Storm op zee uit het gedicht De Blauwvoet van Albrecht Rodenbach met een reliëf van twee vogels in het midden.

Omstreeks 20 oktober 1918 trok Minnaert met zijn moeder naar Sluis en van daar weer naar Leiden, in de verwachting spoedig naar België te kunnen terugkeren. Hij had in Nederland goede contacten met Jan Romein, Hendrik Lorentz, Heike Kamerlingh Onnes en met het echtpaar Ehrenfest. In 1918 werd zijn woning in Gent geplunderd en Minnaert vestigde zich in Zeist. Hij werd in België bij verstek veroordeeld tot vijftien jaar dwangarbeid. Intussen trad hij in dienst bij de zonnefysicus Willem Julius in Utrecht, voor wie hij de zonnetelescoop op Sterrenwacht Sonnenborgh aan de praat kreeg, wat anderen niet gelukt was.
Minnaert werd weldra assistent bij Willem Julius voor diens onderzoek van de zon op het Heliofysisch Instituut en medewerker van professor L.S. Ornstein op het Fysisch Laboratorium. In 1920 verhuisde Minnaert met zijn moeder naar Bilthoven, waar hun woning aan de Parklaan 88 een dakplatform voor een sterrenkijker kreeg en een Vlaams-activistische leus op de gevel "Vliegt de Blauwvoet. Storm op zee". In 1925 promoveerde hij opnieuw, nu bij Ornstein, de opvolger van Julius, op een proefschrift over onregelmatige straalkromming. Minnaert brak internationaal door met zijn analyse van de spectra van de zonsverduisteringen in Lapland in 1927 en op Sumatra in 1929. In 1928 was hij getrouwd met de 22-jarige natuurkundestudente Maria Bourgonje Coelingh (Miep, 1906-1990), die in 1938 promoveerde bij de scheikundige Hugo Kruyt op het proefschrift Optische onderzoekingen over het vloeistof-damp-evenwicht in kapillaire stelsels. Ze was een dochter van wiskundeprofessor Derk Coelingh en hartsvriendin van Truus van Cittert-Eymers die latere drukken van Minnaerts De natuurkunde van 't vrije veld zou verzorgen. Vanwege haar huwelijk mocht Miep Coelingh echter niet meer werken door het toen geldende arbeidsverbod en stond ze sindsdien in de schaduw van haar man; zij kreeg psychische problemen en moeilijkheden bij de opvoeding van haar kinderen.
Minnaert was tegen die tijd aanzienlijk geëvolueerd en van rechtse flamingant was hij uiterst links marxist en weldra communist geworden. Bij de inwijding in 1936 van een monument bij het graf van René de Clercq in Lage Vuursche groette hij met een gebalde linkervuist op communistische wijze terwijl een paar vroegere vrienden onder het zingen van De Vlaamse Leeuw de fascistengroet brachten. Hij mocht daarna van de Universiteit Utrecht geen college geven.
In 1937 wees hij een benoeming aan de Universiteit van Chicago af. Hij werd op 7 juli 1937 benoemd tot buitengewoon hoogleraar aan de Rijksuniversiteit Utrecht (RUU) en hield een oratie over De betekenis der zonnephysica voor de astrophysica. Eerder was hij "Docent didactiek en methodologie van de natuurkunde" aan de RUU. Per 1 januari 1945 werd hij gewoon hoogleraar in de sterrenkunde en dat bleef hij tot zijn emeritaat op 1 september 1963. Hij was toen 70. Minnaert was ook directeur van de Utrechtse sterrenwacht Sonnenborgh en bewoonde daar de dienstwoning.

## Tweede Wereldoorlog
Van mei 1942 tot 20 april 1944 was Minnaert door de Duitse bezetter zoals veel andere Nederlandse geleerden en kunstenaars geïnterneerd in het Gijzelaarskamp Sint-Michielsgestel. Verschillende van de 600 geïnterneerden werden terechtgesteld. Minnaert onderrichtte zijn medegijzelaars in de natuur- en sterrenkunde.
In april 1944 werd hij vrijgelaten ter gelegenheid van de verjaardag van Adolf Hitler. Bij zijn terugkeer vernam Minnaert tot zijn schrik dat twee van zijn studenten - Kees de Jager en Hans Hubenet - waren ondergedoken op 'zijn' sterrenwacht. Hoe radicaal en links Minnaert ook was geworden, hij was toch ook gezagsgetrouw.
In 1946 werd Minnaert benoemd tot lid van de Koninklijke Nederlandse Akademie van Wetenschappen (KNAW). Door zijn politieke voorkeur kon hij geen rector magnificus van de Universiteit Utrecht worden tijdens de Koude Oorlog. In 1951 werd hij lid van de Koninklijke Vlaamse Academie.
Zijn brede belangstelling ging uit naar vele gebieden buiten de sterrenkunde. Zo was hij onder meer actief esperantist, een begaafd pianist en een liefhebber van Richard Wagner.

## Werk

### Wetenschap
Minnaert deed baanbrekend werk op het gebied van de spectroscopie en spectraallijnen, waar hij zich onder meer bezighield met de methode van de groeikromme (curve of growth) en de equivalente breedte.
In 1940 publiceerde Minnaert de Utrecht Atlas met het spectrum van de zon tussen 361,2 en 877,1 nm.

### Didactiek
Minnaerts brede belangstelling en opmerkingsgave brachten hem ertoe allerlei alledaagse verschijnselen op een heldere manier voor een breder publiek te onderzoeken in zijn trilogie Natuurkunde van 't vrije veld, dat in vele talen vertaald werd en internationaal navolging kreeg. Hij schreef deze drie boeken in Bilthoven, zoals blijkt uit de vele voorbeelden. Verder schreef hij onder meer een boek met practicumexperimenten voor de sterrenkunde.

## Promoties
Alle zestien onderstaande promoties en een eredoctoraat met Minnaert als promotor waren aan de Rijksuniversiteit Utrecht.
| Promovendus                                      | Proefschrift | Jaar #afstammelingen |
| ------------------------------------------------ | --- | -------------------- |
| Beckers, Jacques Maurice                         | A Study of the Fine Structure in the Solar Chromosphere                                                                | 1964                 |
| Claas, Willem Jan                                | The Composition of the Solar Atmosphere                                                                                | 1951                 |
| de Groot, Thomas                                 | Weak Solar Radio Bursts : Study of Narrow-Band Spectra of Noise Storms and Type-III Bursts                             | 1966                 |
| de Jager, Cornelis                               | The Hydrogen-Spectrum of the Sun                                                                                       | 1952 80              |
| Dorrestein, Richard                              | Aanslagfuncties van metastabiele toestanden, gemeten met behulp van secundaire electronen-emissie, voor helium en neon | 1941                 |
| Gathier, Pieter Johannes                         | Low Dispersion Spectra of 27 F and G Type Stars                                                                        | 1955                 |
| Greep, Pieter                                    | De lichtwisseling van U Geminorum; de U Gem-sterren en de novae                                                        | 1942                 |
| Heintze, Johannes Rudolf Wilhelm                 | The Extreme Limb of the Sun                                                                                            | 1965 2               |
| Hubenet, Henri                                   | The Influence of the Photospheric Model on the Determination of the Solar Composition                                  | 1960                 |
| Katz, Ernst                                      | Contribution to the Understanding of Latent Image Formation in Photography                                             | 1941                 |
| Schadee, Aert                                    | The Formation of Molecular Lines in the Solar Spectrum                                                                 | 1964                 |
| Unsöld, Dr. Albrecht Otto Johannes, eredoctoraat | | 1962, 30 maart       |
| van de Hulst, Hendrik Christoffel                | Optics of Spherical Particles                                                                                          | 1946 58              |
| van Diggelen, Johannes                           | Photometric Properties of Lunar Crater Floors                                                                          | 1959                 |
| van 't Veer, Frans                               | L'assombrissement centre-bord des étoiles                                                                              | 1960                 |
| Zwaan, Cornelis                                  | Sunspot Models : A Study of Sunspot Spectra                                                                            | 1965 26              |
| Zwanikken, Gerardus Cornelis Jozefus             | Optische verschijnselen bij door botsingen gestoorde atomen                                                            | 1947                 |

## Citaat
‘Maar De Jager, het gaat toch niet om geld in het leven?’
— Minnaert over studiekeuze sterrenkunde tegen Kees de Jager, 1939

## Publicaties

### Proefschriften
Minnaert promoveerde tweemaal:
- Contributions à la photobiologie quantitative, Universiteit van Gent 1914 bij promotor J. MacLeod. Vertaalde heruitgave in 1918 Licht-  en  schaduwnaalden  bij  Pinus  Laricio  Poir  (Corsicaanse den) aan de vervlaamste Hoogeschool van Gent.
- Onregelmatige straalkromming, Rijksuniversiteit Utrecht 1925 bij L.S. Ornstein.

### Artikelen en verdere boeken
Onder meer:
- (vele wetenschappelijke en politieke artikelen).
- Licht en schaduwbladeren  bij Ilex aquifolium, 1912, eerste publicatie van Minnaert.[7]
- De Verdeeling van den Arbeid en het Nationaliteitenbeginsel, in Dietsche Stemmen 1 (1916) II, 298-317; 452-474.
- De natuurkunde van de zon, Den Haag, 1936.
- De natuurkunde van 't vrije veld, 3 delen, 1937-1942, en vele latere herdrukken, Thieme, Zutphen OCLC 938805102.
- met G.F.W. Mulders en J. Houtgast, Photometric Atlas of the Solar Spectrum, Amsterdam, 1940.
- Dichters over Sterren, Arnhem, 1949.
- The Photosphere en Photometry of the Moon, in G.P. Kuiper, The Solar System, Chicago, 1953-) dl. I, 88-185 en dl. III, 213-248.
- Forty Years of Solar Spectroscopy, in C. de Jager, The Solar Spectrum, Dordrecht, 1965, 3-25.
- Practical Work in Elementary Astronomy, Reidel, Dordrecht, 1969 (boek met prakticumproeven voor sterrenkunde studenten).

Van het werk van Minnaert genieten De natuurkunde van 't vrije veld en afgeleide boeken ruime bekendheid.

## Eerbetoon

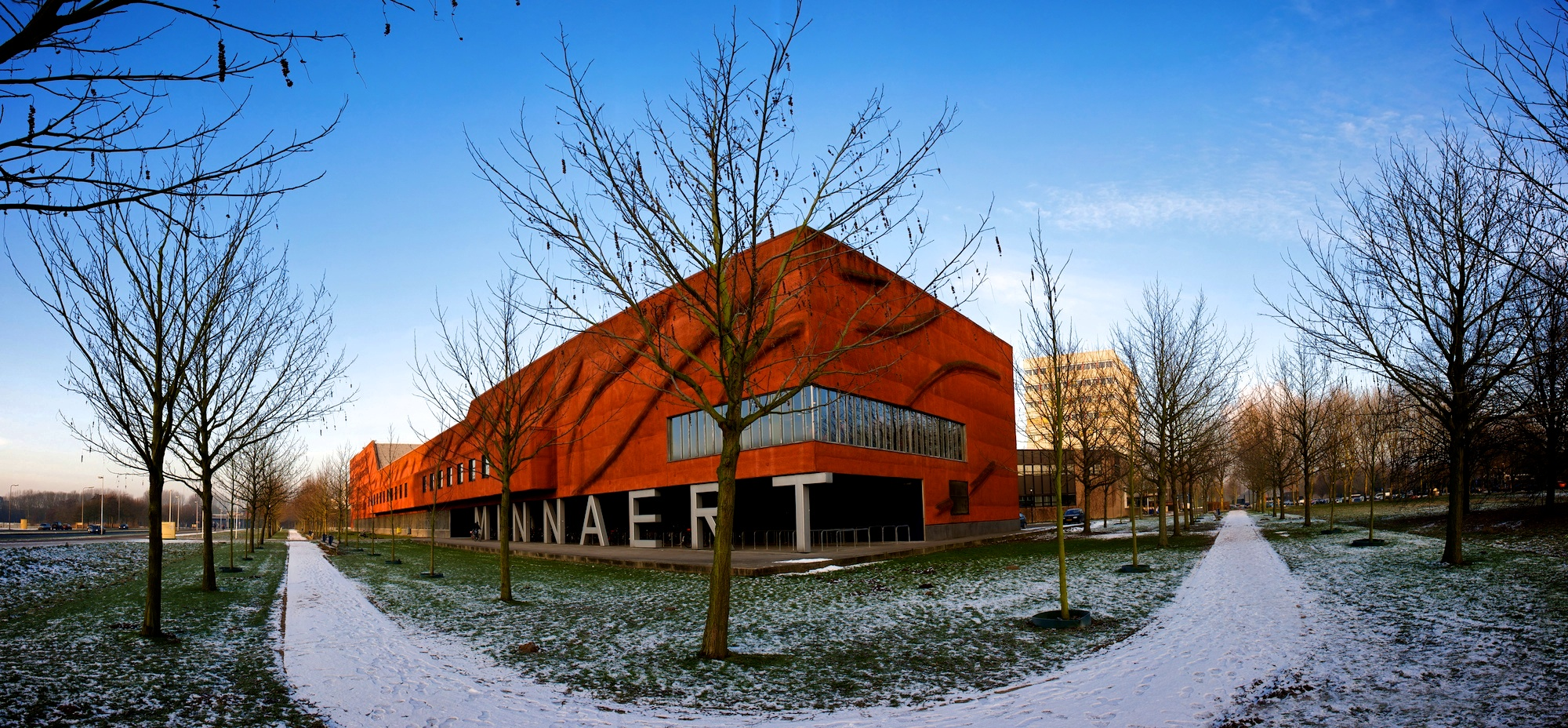
Minnaertgebouw in Utrecht, 2010.

### Medailles
- Adionmedaille van de Association pour le Développement International de l'Observatoire de Nice, 1964
- Gouden medaille van de Royal Astronomical Society, 1947
- Bruce-medaille van de Astronomical Society of the Pacific, 1951
- Prix Jules-Janssen, 1966

### Vernoemingen

#### Wetenschap
- Minnaertfunctie, Minnaert topographic correction of Minnaertalbedo[21]
- Minnaertmaankrater
- Minnaertresonantie, vernoeming van het geluid van een druppel die in een vloeistof valt door trilling van de meegesleepte gasbel. Regen in water.
- Planetoïde #1670 Minnaert[22]

#### Gebouw en straat
- Minnaertgebouw van het departement Natuur- en Sterrenkunde, faculteit Bètawetenschappen, Universiteit Utrecht, De Uithof
- Minnaertweg in de wijk Sterrenburg, 3328 HM Dordrecht. Dit is een ontsluitingsweg voor aangelegen straten ("ringen") met sterrenkundige namen.

## Navolgers
- Lynch, David & Livingston, William: Light and Color in Nature, Cambridge University Press, 1995, vertaald als Licht en kleur in de natuur, Veen Magazines, Diemen, 2006

## In fictie
In De Aanslag van Harry Mulisch wordt De Natuurkunde van 't Vrije Veld genoemd:
Ze deden het echt, er was al niets meer aan te doen! Het huis brandde van binnen en van buiten. Al zijn spullen, zijn boeken, Karl May, zijn Natuurkunde van het vrije veld, zijn verzameling vliegtuigfoto’s, de bibliotheek van zijn vader, met de stroken groen laken tegen de planken, zijn moeders kleren, de knot wol, de stoelen en tafels: alles ging er aan. De soldaat schroefde zijn vlammenwerper dicht en verdween in het donker. (pagina 41)

### Themanummers tijdschriften
- Themanummer 't Vrije veld, Nederlands Tijdschrift voor Natuurkunde 84(7), juli 2018
- Themanummer Marcel Minnaert, Meteorologica 29(4), december 2020

### Werk van Minnaert
- Minnaert: Natuurkunde van 't vrije veld deel 1-3 bij de Digitale Bibliotheek voor de Nederlandse Letteren (dbnl)
- Publicaties van Marcel Minnaert bij Adsabs op ui.adsabs.harvard.edu. Geraadpleegd op 29 maart 2025.

#### Voorbeeld van een publicatie over natuurkunde van het vrije veld
- (en)  M. Minnaert: XVI. On musical air-bubbles and the sounds of running water, www.tandfonline.com op www.tandfonline.com. Philosophical Magazine, Series 7, Volume 16, 1933, Issue 104, 235-248. (The London, Edinburgh, and Dublin Philosophical Magazine and Journal of Science.) Geraadpleegd op 3 mei 2020.

### Biografie
- L. Buning , 'Minnaert, Marcel Gilles Jozef (1893-1970)', in Biografisch Woordenboek van Nederland op www.inghist.nl.
- Leo Molenaar: Marcel Minnaert, astrofysicus 1893-1970. De rok van het universum, 2003 op www.dbnl.org.
- (en)  Website van de Bruce Medalists op www.phys-astro.sonoma.edu.

### Vernoemd
- Website over het Minnaertgebouw op www.phys.uu.nl.

- Bibsys: 90059615
- Bibliothèque nationale de France: cb12450179q (data)
- Biografisch Portaal: 32060661
- CiNii: DA01900186
- Digitale Bibliotheek voor de Nederlandse Letteren: minn004
- Gemeinsame Normdatei: 11704833X
- International Standard Name Identifier: 0000 0001 0932 9767
- Library of Congress Control Number: n50042185
- Nationale Bibliotheek van Letland: 000138518
- Mathematics Genealogy Project: 110750
- Nationale Bibliotheek van Tsjechië: skuk0004140
- Nationale Bibliotheek van Israël: 987007274123605171
- Nederlandse Thesaurus van Auteursnamen: 069885303
- SNAC: w67h9g28
- Système universitaire de documentation: 033657106
- Trove: 822244
- Virtual International Authority File: 109330326
- WorldCat: E39PBJdcDxjfPvvpKgrPXfHQv3